# André Robillard
Pour les articles homonymes, voir Robillard.
André Robillard, né le 27 octobre 1931 à Gien dans le Loiret, est un sculpteur, dessinateur, musicien, créateur français d'art brut.

## Biographie
Fils d'un garde forestier de la forêt d'Orléans, André Robillard naît au lieu-dit La Maltournée près de Gien. Il rencontre très jeune des difficultés scolaires et est placé dès l'âge de sept ans à l'école annexe de l'hôpital psychiatrique de Fleury-les-Aubrais. Destiné à devenir commis de ferme, il est fugueur et colérique et est interné dans ce même hôpital à l'âge de 19 ans. Après plusieurs remises en liberté sans lendemain, il est recruté en 1964, à l'âge de 33 ans, comme auxiliaire pour s'occuper de jardinage, de blanchisserie et de la station d'épuration de l'hôpital.
De malade, il devient ainsi ouvrier sans pour autant quitter le centre. C'est cette même année qu'il fabrique son premier fusil avec des objets de récupération (boîtes de conserve, ampoules usagées, pièces de bois récupérées, tissu...), « pour tuer la misère », dit-il. Peu après, son psychiatre, le docteur Paul Renard, en envoie quelques-uns à Jean Dubuffet qui constitue alors sa collection d'art brut ; les deux hommes se rencontrent à plusieurs reprises. Robillard fabrique aussi des engins spatiaux et des spoutniks. Après une visite au musée de Lausanne, il est impressionné par l’œuvre d’Auguste Forestier et se met à fabriquer aussi des cavaliers en bois et des animaux exotiques. Parallèlement à la fabrication d'objets, il dessine des fusils, des planètes et des satellites, mais aussi des animaux.   
André Robillard joue par ailleurs de l'accordéon et de l'harmonica. En 2009, il participe à un spectacle, Tuer la misère, conçu par Alexis Forestier et Charlotte Ranson et monté par la compagnie Les Endimanchés.
En 2014, il crée la couverture du disque du groupe Walabix.
Le 15 février 2015, il participe à la création Atomic Spoutnik au théâtre d'Orléans lors du festival Les soirées Tricot organisé par le Tricollectif et la scène nationale d'Orléans. 
En 2015, le musée Kunstmuseum de Thurgau (Suisse) rend hommage à l’œuvre d'André Robillard en présentant, pour la première fois, près de 150 de ses créations dans sa plus grande diversité. Les créations d'André Robillard sont également bien représentées dans le fonds de collection du Lille Métropole Musée d'Art moderne, d'Art contemporain et d'Art brut. Ce musée de la région lilloise a été en 2023 partenaire d'une exposition dédiée à André Robillard au centre hospitalier du Rouvray, à Sotteville-lès-Rouen, dans un pavillon, intitulé La Roseraie, au milieu d’un parc.

### Décoration
- 26 novembre 2015 :  Chevalier de l'ordre des Arts et des Lettres[7]

### Filmographie
- André Robillard, à coups de fusils de Henri-François Imbert (1993, 25 minutes)
- André Robillard, en chemin de Henri-François Imbert (2013, 80 minutes)
- André et les martiens de Philippe Lespinasse, 2016
- André Robillard, en compagnie de Henri-François Imbert (2018, 92 minutes)

### Discographie
- Sait-on jamais la vie, Inpolysons, 2002
- Tuer la misère avec Les Endimanchés, Opaque records, 2008
- Atomic Spoutnik - Le Grand Orchestre du Tricot (Tricollectif - 2017)